# Holebenavalli, Shimoga
Holebenavalli là một làng thuộc tehsil Shimoga, huyện Shimoga, bang Karnataka, Ấn Độ.